# خوليو ريفيرا
خوليو ريفيرا (بالإسبانية: Julio Rivera)‏ (12 أبريل 1967 بليما في بيرو - ) هو لاعب كرة قدم بيروفي في مركز الظهير. شارك مع منتخب بيرو لكرة القدم. أما مع النوادي، فقد لعب مع الجامعي دي بيرو ونادي سبورتينغ كريستال ونادي ميلغار أريكيبا وسبورت بويز وJuvenil Los Ángeles ‏.

## وصلات خارجية
- خوليو ريفيرا على موقع الاتحاد الدولي (مؤرشف)  (الإنجليزية)
- خوليو ريفيرا على موقع قاعدة بيانات كرة القدم.إي يو (الإنجليزية)
- خوليو ريفيرا على موقع ناشيونال فوتبول تيمز (الإنجليزية)